# Contea di Putnam (Georgia)
La contea di Putnam (in inglese Putnam County) è una contea dello Stato della Georgia, negli Stati Uniti. La popolazione al censimento del 2000 era di 18 812 abitanti. Il capoluogo di contea è Eatonton.